# Georg Friesinger
Georg Friesinger (* 31. März 1953; † 4. Juli 1996) war ein deutscher Eisschnelllauf-Allrounder.
Georg Friesinger gehörte zu den Sportlern, mit denen versucht wurde, im bayerischen Inzell am Beginn der 1970er Jahre ein schlagkräftiges westdeutsches Eisschnelllaufteam auf die Beine zu stellen. Friesinger nahm im Januar 1973 an den erstmals ausgetragenen Junioren-Mehrkampf-Weltmeisterschaften in Assen teil. Hier belegte er den 34. Platz beim Sieg des Niederländers Jan Heida. Andere Gegner waren der Norweger Amund Martin Sjøbrend und der spätere US-amerikanische Olympiasieger und heutige Trainer Peter Mueller.
Georg Friesinger startete für den DEC Inzell. 1972 wurde er in Inzell beim Kleinen Vierkampf deutscher Vize-Juniorenmeister und wiederholte die Platzierung im folgenden Jahr. 1973 und 1975 nahm er an den deutschen Meisterschaften teil und belegte Plätze im Bereich der Ränge fünf bis sieben.
Bei den Juniorenweltmeisterschaften 1973 lernte er die polnische Eisschnellläuferin Janina Korowicka kennen und lieben. Nach den Olympischen Winterspielen 1976 in Innsbruck, an denen seine Frau noch teilnahm, ließ sich das Paar in Bad Reichenhall nieder und gründete eine Familie. Georg Friesinger arbeitete als Automechaniker.
Alle drei Kinder des Paares sind professionelle Eisschnellläufer geworden. Im Jahr 1977 kam die spätere Olympiasiegerin Anni zur Welt, 1980 Jan und 1984 Agnes.
Am 4. Juli 1996 starb Friesinger im Alter von nur 43 Jahren an einem Hirnschlag.